# 大垣ガス
大垣ガス株式会社（おおがきガス）は日本のガス事業者。岐阜県大垣市に本社を置く一般ガス事業者である。経営の理念として「信頼の炎」を掲げている。営業エリアは合併前の大垣市一円。シンボルカラーはオレンジとグリーン、イメージキャラクターは「ほのりん」。海外展開もしていて、アジア共立会に入っている。株式会社。

## 沿革
- 1912年（明治45年）1月 - 大垣瓦斯株式会社設立[2][3]。
- 1918年（大正7年）6月 - 電力事業を展開し大垣瓦斯電気株式会社に改称。
- 1939年（昭和14年）11月 - 電力事業を譲渡し再び大垣瓦斯株式会社に改称。
- 1963年（昭和38年）2月 - LPガス事業を大垣液化ガスに分社化[3]。
- 1989年（平成元年）8月 - 天然ガスへの転換が完了[3]。
- 2007年（平成19年）3月 - 西大垣製造所が完成[3]。
- 2010年（平成22年）3月 - 大垣ガス株式会社に改称[3]。
- 2010年（平成22年）4月 - 子会社の大垣液化ガスを吸収合併[3]。

## 経営
従来はガスの全量を東邦ガスより全量を購入しパイプラインによって供給を受けていたが、より安定な供給を目的として2007年に販売量の大半を占めるイビデンの本社敷地内にガス製造設備を建設した。これにより現在ではガス販売量の一部を自社でまかなっており、自社製造分は主にイビデン及び一般家庭向けに供給している。なおガス製造設備建設に当たってイビデンに対して第三者割当増資を行なった結果、イビデンは筆頭株主（他2社と同率）となっている。